# Machairocentron teucrus
Machairocentron teucrus là một loài Trichoptera trong họ Xiphocentronidae. Chúng phân bố ở vùng Tân nhiệt đới.